# Serixia flavicans
Serixia flavicans là một loài bọ cánh cứng trong họ Cerambycidae.